# Відділ 44
«Відділ 44» (рос. «Отдел 44») — український детективний телесеріал виробництва компанії «Про-ТВ». Прем'єра серіалу відбулась 1 вересня 2015 року на телеканалі «ICTV». Серіал транслювався у 2015—2016 роках, всього було відзнято 100 серій.
За сюжетом «Відділ 44» — це спеціальний підрозділ поліції Києва, який займається розслідуванням складних злочинів за допомогою новітніх технологічних розробок. Ці поліцейські не носять форму і за задумом авторів фільму не мають поганих звичок та ніколи не порушують закон. 
Повторні покази транслювалися на каналі «ICTV2» з українським дубляжем.

## У ролях
| Актор               | Український дубляж        | Персонаж                               |
| ------------------- | ------------------------- | -------------------------------------- |
| Сергій Калантай     | Андрій Твердак            | Микола Строгов, голова відділу         |
| Ірина Авдєєнко      | Наталя Романько-Кисельова | Анжеліка Каптан, криміналістка         |
| Євген Бондарський   | Олександр Погребняк       | Веніамін Черних, технічний консультант |
| Артем Позняк        | Роман Чорний              | Ігор Толстунов, експерт-дізнавач       |
| Заза Чантурія       | Андрій Соболєв            | Роберт Кабірія, психолог               |
| Володимир Ращук     | Матвій Ніколаєв           | Гліб Майоров, експерт зі зброї         |
| Лі Берлінська       | Оксана Гринько            | Алла Германова, психологиня            |
| Дмитро Меленевський |                           | бригадир                               |

А також: Євген Пашин, Максим Кондратюк, Олег Лепенець, Олександр Шевчук, Олесь Гімбаржевський, Михайло Войчук, Михайло Кришталь, Юрій Кудрявець, Сергій Солопай, Павло Скороходько, Дмитро Гаврилов, Андрій Альохін, Олександр Солодкий, В'ячеслав Скорик, Євген Сардаров, Наталя Задніпровська, Людмила Ардельян, Лідія Муращенко, Олена Узлюк, Катерина Брайковська, Юлія Перенчук, Аліна Проценко, Катерина Буцька, Анастасія Зіновенко, Марина Локтіонова, та інші.
Українською мовою серіал дубльовано студією «Starlight Production» на замовлення телеканалу «ICTV» у 2023 році.